# 白取春彦
白取 春彦（しらとり はるひこ、1954年4月11日 - ）は、日本の文筆家、翻訳家、マンガ原作者。

## 経歴
青森県青森市生まれ。
小さい頃から本が好きで、高校まで遠藤周作、北杜夫、ゲーテ、トーマス・マン、ダンテ、ドストエフスキーなど、あらゆる文学作品を読む。特にニーチェと三島由紀夫に感銘を受け、彼らの「ロマンチックでナルシスト」な部分に興味を抱く。
獨協大学外国語学部ドイツ語学科に進学。卒業後1979年ベルリン自由大学に留学、哲学・宗教・文学を学び、1985年に帰国。以降、宗教と哲学に関する入門書、解説書の執筆を手掛ける。
現在は週に1回、青森市内の大学青森中央学院大学で哲学「人間と倫理」の講義を担当している。

## 人物
- 「本当に人生に必要な言葉とは真水の言葉」[3]、「目に見えない、形のないものを伝える、いわば哲学とは芸術」[4]等、詩的で明快な表現に定評がある。
- ツイッター上で自民党および公務員に関する事項を日々発信している。

## 著書
主な著書に、2012年にミリオンセラーとなった『超訳 ニーチェの言葉』（ディスカヴァー・トゥエンティワン）、『仏教「超」入門』（PHP文庫）ほか多数。
- 『ナイショナイショ 看護婦のとっておきの話』（サンマーク出版） 1992、のち文庫
- 『愛をみつける アリストテレスの恋愛論』（サンマーク出版） 1993
- 『知恵くらべウソ発見器 このトリックと罠が見抜けるか?』（ベストセラーズ、ワニ文庫）　1993
- 『暮らしに役立つ算数の本 長さ・高さ・速さ・重さを一瞬に見抜く!』（ベストセラーズ、ワニ文庫）　1994
- 『「知」の生産術 ビジネス版サンダーボール作戦 反常識の情報収集・整理・発想法』（二期出版） 1995
- 『日本列島危険地図 物質文明が抱えるもう一つの現実』（二期出版） 1995
- 『愛は愛をも超えて ニーチェの恋愛論』（サンマーク出版） 1996
- 『暮らしに役立つ算数の本 パート2』（ベストセラーズ、ワニ文庫）　1996
- 『この一冊で「哲学」がわかる!』（三笠書房、知的生きかた文庫）　1996
- 『哲学入門 「自分」を考えるヒント』（三笠書房、知的生きかた文庫）　1997
- 『明日も愛されて生きるための100の言葉 おやすみの前に読む本』（編著、衆芸社） 1998
- 『明日も幸せに生きるための100の言葉 おやすみの前に読む本』（編著、衆芸社） 1998
- 『この一冊で「聖書」がわかる!』（三笠書房、知的生きかた文庫）　1998
- 『読む技術・考える技術』（三笠書房、知的生きかた文庫）　1998
- 『ギリシア神話 エロスと夢の博覧会』（ベストセラーズ、ワニ文庫）　1999
- 『この一冊で「キリスト教」がわかる!』（三笠書房、知的生きかた文庫）　1999
- 『人生の大きな疑問に答える哲学の本』（三笠書房） 2001
- 『聖書の中の殺人 人間の悪意の研究』（飛鳥新社） 2004
- 『哲学しようよ! 恋も美もエロも孤独も、アタマに汗して考えよう』（すばる舎） 2004
- 『仏教「超」入門』（すばる舎） 2004、のちPHP文庫
- 『頭がよくなる思考術』（ディスカヴァー・トゥエンティワン） 2005
- 『「数学」はこんなところで役に立つ 頭がよくなる図解』（青春出版社） 2005
- 『はじめて知る仏教』（講談社+α新書） 2005
- 『今知りたい世界四大宗教の常識』（講談社） 2006
- 『宗教がわかれば中東情勢が読める イスラム教vsキリスト教vsユダヤ教 なぜ陰惨なテロや戦争が続くのか!?』（日本文芸社、パンドラ新書） 2006
- 『世界四大宗教の経済学 宗教とお金、その意外な関係』（PHP文庫） 2006
- 『勉学術』（ディスカヴァー・トゥエンティワン） 2006
- 『さわやかに生きる』しりあがり寿絵 （ディスカヴァー・トゥエンティワン） 2007
- 『ビジネスマンのための「聖書」入門 バイブルは今も国際社会のバイブルである』（ディスカヴァー携書） 2007
- 『聖書に秘められたエロス』（宝島社文庫）　2008
- 『考えすぎない思考術 成功体質になる24の習慣』（宝島社） 2009
- 『生きるための哲学ニーチェ「超」入門』（ディスカヴァー・トゥエンティワン） 2010
- 『超訳 アリストテレスの恋愛論』（サンマーク出版） 2010
- 『超訳 ニーチェの言葉』1 - 2（編訳、ディスカヴァー・トゥエンティワン） 2010‐2012
- 『超訳 ニーチェの恋愛論』（サンマーク出版） 2010
- 『哲学の実践ノート 人生の壁にニーチェやカントがどう応えるか』（青春出版社） 2010
- 『超訳 聖書の言葉』（幻冬舎） 2011
- 『独学術』（ディスカヴァー携書）　2012
- 『生きるための哲学』（ディスカヴァー・トゥエンティワン） 2012
- 『情蜜のからだ』（幻冬舎、アウトロー文庫） 2012
- 『超訳 偉人の言葉 釈迦、般若心経、孔子、聖書 - 最高の人生が見つかる感動の名言集 『超訳ニーチェの言葉』の著者白取春彦が贈る』（日経BP社） 2012
- 『超訳 仏陀の言葉』（幻冬舎） 2012
- 『独学術』（ディスカヴァー携書） 2012
- 『頭がよくなる逆説の思考術』（ディスカヴァー・トゥエンティワン） 2013
- 『超訳 ショーペンハウアーの言葉』（編訳、宝島社） 2013
- 『「強く生きる」哲学』（三笠書房、知的生きかた文庫） 2014
- 『ニーチェ勇気の言葉』（編訳、ディスカヴァー・トゥエンティワン） 2014
- 『思考のチカラをつくる本』（三笠書房） 2014
- 『超訳 ヴィトゲンシュタインの言葉』編訳 （ディスカヴァー・トゥエンティワン） 2014
- 『超訳 ヘッセの言葉』（編訳、ディスカヴァー・トゥエンティワン） 2015、 のち文庫エッセンシャル版『ヘッセ 人生の言葉』2016
- 『この世に「宗教」は存在しない』（ベストセラーズ） 2017
- 『超訳 イエスの言葉』（ディスカヴァー・トゥエンティワン） 2017
- 『日本の哲学者とお茶を飲む - 賢人が到達した答え』（東邦出版） 2019
- 『「愛」するための哲学』（河出書房） 2021

### 共著
- 『ほっとする聖書: いまをひらく70のことば』（石川芳雲共著、二玄社） 2012

### マンガ原作
- 『「劇画」松下幸之助 苦難と栄光のヒューマンドキュメント』（川崎のぼる画、サンマーク出版） 1988
- 『マンガ 情報処理入門 これは簡単! コンピュータ早わかり』（木内俊彦画、サンマーク出版） 1990
- 『<マンガ>販売入門 売り上げが明日からアップ』（笹沼たかし画、サンマーク出版） 1992
- 『<マンガ>財務諸表入門 会社の数字を知る・見る・読む』（麻生はじめ画、サンマーク文庫） 1993
- 『<マンガ>神道入門 日本の歴史に生きる八百万の神々』（笹沼たかし画、サンマーク出版） 1993
- 『<マンガ>歎異抄入門 極楽浄土の救い』（小川集画、サンマーク文庫） 1995
- 『<マンガ>般若心経入門 仏の智慧と慈悲の教え』（篠崎佳久子画、サンマーク文庫） 1995
- 『<マンガ>正法眼蔵入門 道元の「仏法」に迫る』（秋月龍珉監修、登龍太画、サンマーク文庫） 1998
- 『<マンガ>禅入門 悟りへの道』（公方俊良監修、篠崎佳久子画、サンマーク文庫） 1998
- 『<マンガ>仏教入門 仏教2500年の流れ』（紀野一義監修、篠崎佳久子画、サンマーク文庫） 1998
- 『<マンガ>法華経入門 経典の最高峰・妙法蓮華経』（紀野一義監修、篠崎佳久子画、サンマーク文庫） 1998
- 『<マンガ>親鸞入門 念仏を極めた浄土真宗の開祖』（花山勝友監修、小川集画、サンマーク文庫） 1999
- 『<マンガ>仏陀入門 仏教の開祖・釈尊の生涯』（松原泰道監修、笹沼たかし画、サンマーク文庫） 2000
- 『<マンガ>法然入門 念仏信仰に捧げた苛烈な生涯』（大橋俊雄監修、登龍太画、サンマーク文庫） 2000
- 『<マンガ>密教入門 密教の神秘を解き明かす』（金岡秀友監修、篠崎佳久子画、サンマーク文庫） 2000
- 『マンガ道元入門 真の仏法を求めた魂の軌跡』（中野東禅監修、大竹叶晃画、サンマーク文庫） 2000
- 『マンガ日蓮入門 法華経に殉じた求道者の生涯』（紀野一義監修、登龍太画、サンマーク文庫） 2001